# Deerfield (rivière)
Pour les articles homonymes, voir Deerfield.
La rivière Deerfield est un cours d'eau américain d'une longueur de 122 km qui coule dans les Etats du Vermont et du Massachusetts. Elle est un affluent du fleuve Connecticut.

## Source de la traduction
- (en) Cet article est partiellement ou en totalité issu de l’article de Wikipédia en anglais intitulé « Deerfield River » (voir la liste des auteurs).